# Hochstein (Winnweiler)
Hochstein ist ein Ortsteil der im rheinland-pfälzischen Donnersbergkreis gelegenen Ortsgemeinde Winnweiler. Von 1797 bis 1969 war er eine selbständige Gemeinde.

## Lage
Der Ort liegt nördlich der Kerngemeinde im östlichen Nordpfälzer Bergland unmittelbar an der Alsenz. Zu Hochstein gehören auch die Wohnplätze Eisenschmelz, Kahlheckerhof und Kupferschmelz. Mit der Felsenformation Hochsteiner Kreuz befindet sich nördlich seines Siedlungsgebiets außerdem ein Naturdenkmal.

## Geschichte
Bereits zum Zeitpunkt seiner ersten urkundlichen Erwähnung im Jahr 891 als Anabozi gehörte der Ort zu Winnweiler. Ab dem 13. Jahrhundert war Hochstein Bestandteil der Grafschaft Falkenstein, die ab 1782 wiederum Bestandteil des vorderösterreichischen Oberamts Winnweiler war. Ende des 18. Jahrhunderts wurde Hochstein zu einer selbständige Gemeinde.
Von 1798 bis 1814, als die Pfalz Teil der Französischen Republik (bis 1804) und anschließend Teil des Napoleonischen Kaiserreichs war, war Hochstein in den Kanton Winnweiler eingegliedert. 1815 gehörte der Ort zunächst erneut zu Österreich. Ein Jahr später wurde er Bayern zugeschlagen. Von 1818 bis 1862 war Hochstein Bestandteil des Landkommissariats Kaiserslautern, das anschließend in ein Bezirksamt umgewandelt wurde. Am 1. Dezember 1900 wechselte die Gemeinde in das neu geschaffene Bezirksamt Rockenhausen.
1928 hatte Hochstein 453 Einwohner, die in 94 Wohngebäuden lebten. Ab 1938 war der Ort Bestandteil des Landkreises Rockenhausen. Nach dem Zweiten Weltkrieg wurde Hochstein innerhalb der französischen Besatzungszone Teil des damals neu gebildeten Landes Rheinland-Pfalz.
Im Zuge der ersten rheinland-pfälzischen Verwaltungsreform wurde Hochstein am 7. Juni 1969 wieder ein Ortsteil von Winnweiler und wechselte gleichzeitig in den neu geschaffenen Donnersbergkreis.

## Politik

### Ortsbezirk
Hochstein ist als einer von drei Ortsbezirken der Ortsgemeinde Winnweiler ausgewiesen und wird seit 2014 von einem Ortsbeirat und einem Ortsvorsteher politisch vertreten.

### Ortsbeirat
Der Ortsbeirat besteht aus fünf Ortsbeiratsmitgliedern, die bei der Kommunalwahl am 9. Juni 2024 per Mehrheitswahl gewählt wurden.

### Ortsvorsteher
Christiane Demmerle wurde 2014 erste Ortsvorsteherin von Hochstein. Da für die Direktwahlen in den Jahren 2019 und 2024 kein Wahlvorschlag eingereicht wurde, oblag die Neuwahl des Ortsvorstehers gemäß rheinland-pfälzischer Gemeindeordnung jeweils dem neu gewählten Ortsbeirat. Dieser bestätigte auf seinen konstituierenden Sitzungen am 25. Juli 2019 und 1. Juli 2024 jeweils einstimmig Christine Demmerle in ihrem Amt.

## Infrastruktur
Hochstein liegt an der Bundesstraße 48. Obwohl die in den Jahren 1870 und 1871 eröffnete Alsenztalbahn den Ort passiert, besaß dieser nie einen Bahnhalt. Den Ort selbst passiert sie mittels des Kupferschmelz-Tunnels und bis zu seiner Sprengung im Jahr 1970 des Hochstein-Tunnels. Außerdem führt der Alsenz-Radweg durch den Ort.

## Sehenswürdigkeiten
Mit dem Friedhof und der Eisenschmelz samt Frühindustriepark Gienanth existieren vor Ort zwei Denkmalzonen; hinzu kommen mit dem Bürgerhaus, dem Schulhaus, einem Wegekreuz, dem Gienanth-Brunnen und einem Kilometerstein insgesamt fünf Einzeldenkmäler.

## Persönlichkeiten

### Söhne und Töchter des Ortes
- Ludwig von Gienanth (1767–1848), Industrieller
- Carl von Gienanth (1818–1890), Industrieller
- Eugen von Gienanth (1846–1893), Eisenwerks- und Gutsbesitzer
- Heinrich Bernhard (1897–1983), SS-Führer und Referatsleiter im Reichssicherheitshauptamt
- Lene Bertelsmann (1903–1981), Autorin

### Personen, die vor Ort gewirkt haben
- Friedrich Euler (1823–1891), Ingenieur, war ab 1851 Hüttenmeister beim Freiherrlich Gienanthschen Hüttenwerk in Hochstein.